# Diatraea minimifacta
Diatraea minimifacta là một loài bướm đêm trong họ Crambidae.